# Luca Schuler
Jan Luca Schuler (Neustadt an der Weinstraße, 22 marzo 1999) è un calciatore tedesco, attaccante dell'Hertha Berlino.

## Carriera
Schuler è cresciuto nelle giovanili di Kaiserslautern, Elversberg e Saarbrücken, dove ha ricevuto alcune convocazioni in prima squadra nella stagione 2017-2018. Nel 2018 è passato al Colonia dove ha giocato per due anni nella seconda squadra in Regionalliga, prima di essere acquistato dallo Schalke 04 nel 2020. Utilizzato anche qui dalla squadra riserve in quarta divisione, il 28 novembre 2020 ha invece debuttato in prima squadra nell'incontro di Bundesliga perso 4-1 contro il Borussia M'gladbach.
Il 16 giugno 2021 è stato acquistato a titolo definitivo dal Magdeburgo, militante in 3. Liga.
Il 22 maggio 2024 è stato acquistato dall'Hertha Berlino, club di seconda divisione.

## Statistiche

### Presenze e reti nei club
Statistiche aggiornate al 17 novembre 2024.
| Stagione          | Squadra           | Campionato        | Campionato | Campionato | Coppe nazionali | Coppe nazionali | Coppe nazionali | Coppe continentali | Coppe continentali | Coppe continentali | Altre coppe | Altre coppe | Altre coppe | Totale | Totale | Totale |
| Stagione          | Squadra           | Comp              | Pres       | Reti       | Comp            | Pres            | Reti            | Comp               | Pres               | Reti               | Comp        | Pres        | Reti        | Pres   | Reti   |        |
| ----------------- | ----------------- | ----------------- | ---------- | ---------- | --------------- | --------------- | --------------- | ------------------ | ------------------ | ------------------ | ----------- | ----------- | ----------- | ------ | ------ | ------ |
| 2018-2019         | Colonia II        | RL                | 8          | 0          | -               | -               | -               | -                  | -                  | -                  | -           | -           | -           | 8      | 0      |        |
| 2019-2020         | Colonia II        | RL                | 4          | 0          | -               | -               | -               | -                  | -                  | -                  | -           | -           | -           | 4      | 0      |        |
| Totale Colonia II | Totale Colonia II | Totale Colonia II | 12         | 0          |                 | -               | -               |                    | -                  | -                  |             | -           | -           | 12     | 0      |        |
| 2019-2020         | Schalke 04 II     | RL                | 7          | 3          | -               | -               | -               | -                  | -                  | -                  | -           | -           | -           | 7      | 3      |        |
| 2020-2021         | Schalke 04 II     | RL                | 32         | 9          | -               | -               | -               | -                  | -                  | -                  | -           | -           | -           | 32     | 9      |        |
| Totale Schalke II | Totale Schalke II | Totale Schalke II | 39         | 12         |                 | -               | -               |                    | -                  | -                  |             | -           | -           | 39     | 12     |        |
| 2020-2021         | Schalke 04        | BL                | 2          | 0          | CG              | 0               | 0               | -                  | -                  | -                  | -           | -           | -           | 2      | 0      |        |
| 2021-2022         | Magdeburgo        | 3L                | 32         | 12         | CG              | 1               | 0               | -                  | -                  | -                  | -           | -           | -           | 33     | 12     |        |
| 2022-2023         | Magdeburgo        | 2L                | 12         | 1          | CG              | 0               | 0               | -                  | -                  | -                  | -           | -           | -           | 12     | 1      |        |
| 2023-2024         | Magdeburgo        | 2L                | 23         | 6          | CG              | 2               | 1               | -                  | -                  | -                  | -           | -           | -           | 25     | 7      |        |
| Totale Magdeburgo | Totale Magdeburgo | Totale Magdeburgo | 72         | 19         |                 | 3               | 1               |                    | -                  | -                  |             | -           | -           | 75     | 20     |        |
| 2024-2025         | Hertha Berlino    | 2L                | 10         | 2          | CG              | 2               | 0               | -                  | -                  | -                  | -           | -           | -           | 12     | 2      |        |
| Totale carriera   | Totale carriera   | Totale carriera   | 135        | 33         |                 | 5               | 1               |                    | -                  | -                  |             | -           | -           | 140    | 34     |        |

## Palmarès

### Club

#### Competizioni nazionali
- 3. Liga: 1

Magdeburgo: 2021-2022